# Хворосцяни
Хворосцяни (пол. Chworościany) — село в Польщі, у гміні Новий Двур Сокульського повіту Підляського воєводства.
Населення — 125 осіб (2011).
У 1975-1998 роках село належало до Білостоцького воєводства.

## Демографія
Демографічна структура станом на 31 березня 2011 року:
|          | Загалом | Допрацездатний вік | Працездатний вік | Постпрацездатний вік |
| -------- | ------- | ------------------ | ---------------- | -------------------- |
| Чоловіки | 59      | 10                 | 41               | 8                    |
| Жінки    | 66      | 10                 | 34               | 22                   |
| Разом    | 125     | 20                 | 75               | 30                   |